# Robert Hedin
Robert Hedin (Ystad, 2 de fevereiro de 1966) é um ex-handebolista profissional e treinador sueco, medalhista olimpico.
Robert Hedin fez parte dos elencos medalha de prata de Barcelona 1992 e Atlanta 1996. Desde 2008 é o treinador da Noruega.